# Преображењска црква (Сентандреја)
Преображењска црква или Табачка црква је један од православних храмова Српске православне цркве у Сентандреји. Црква припада Будимској епархији Српске православне цркве.
Црква је посвећена Преображењу Господњем.
Преображењска црква је имала велики култни углед међу верницима Сентандреје и околине — њена „слава“ на дан Преображења (19. август) црквена је слава Сентандреје. Та традиција се и данас одржава. Преображенска литургија је симболичан сабор малобројних Срба у овим крајевима.

## Историјат
Преображењска или Табачка црква изграђена је у раздобљу 1741—1746. По предању, на датом месту стајала је црква брвнара подигнута крајем 17. века. Свој други, „народски“, назив црква је добила по табаџијама, српским занатлијама који су „табали“ вуну.
Из осамдесетих година 18. века потиче њен високи звоник. Богати украс на западној фасади, изведен у камену и малтеру, приближава се пролазном стилу између барока и класицизма. 
Иконостас у цркви су иконописали украјински иконописци из „древног Кијева“, а данас се сматра једним од највелелепнијих иконостаса у српској уметности друге половине 18. века.

## Архитектура
Преображењска црква, по својим архитектонским, сликарским и примењено-уметничким обележјима барока, рококоа и неокласицизма, по усклађеном односу и прожимању тих обележја, као успелог вида њихове симбиозе, прворазредни је споменик српске уметности 18. века.

## Збирка слика
- Преображењска црква са портом
- Благовештенска црква са улице
- Распеће на фасади цркве